# Чоботарові

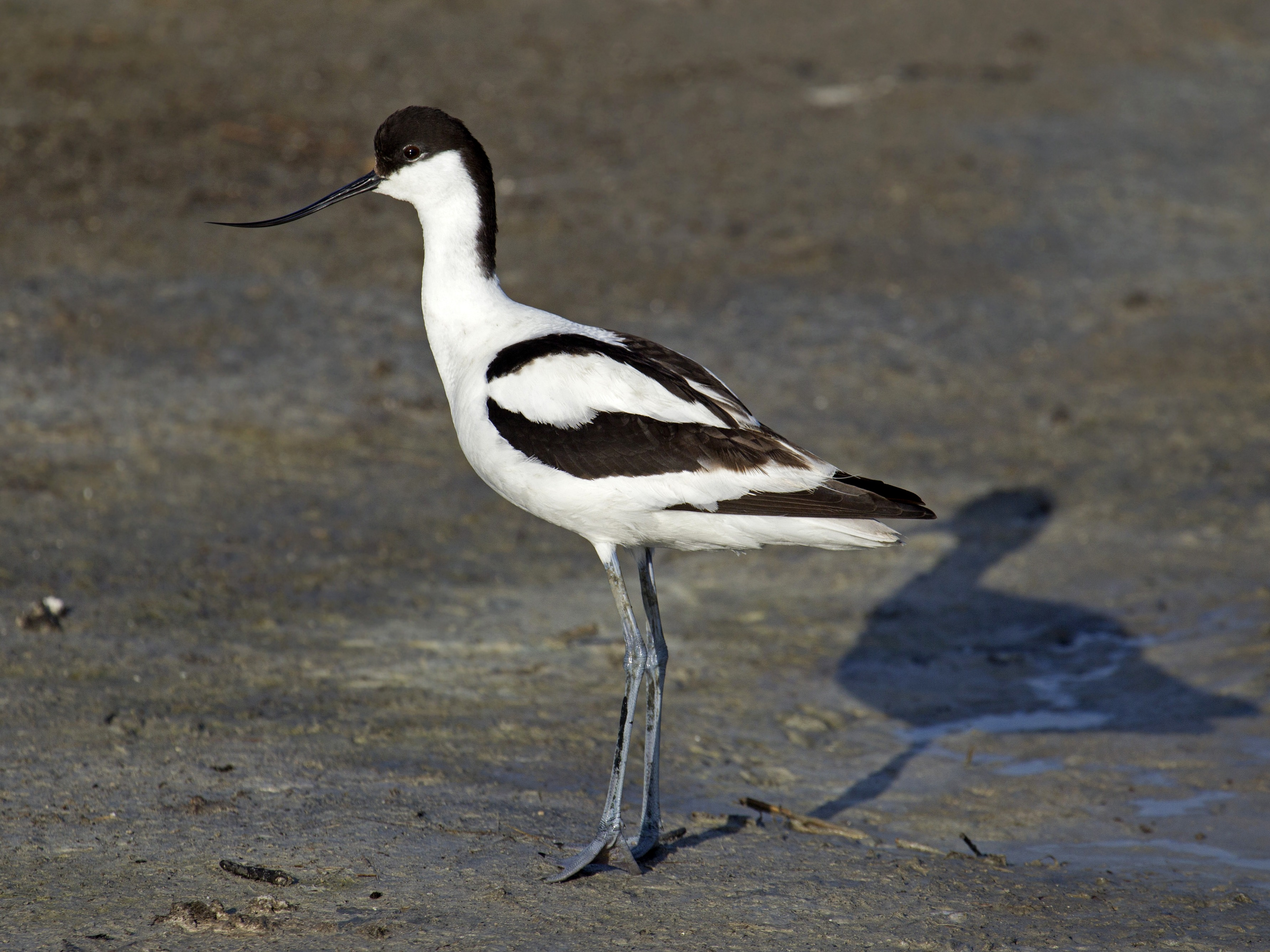
Чоботар (Recurvirostra avosetta)

Чоботарові (Recurvirostridae) — родина прибережних птахів ряду сивкоподібних (Charadriiformes).

## Морфологічні ознаки
Маса тіла від 100 до 500 г. Забарвлення, як правило, контрастне. Статевий та сезонний морфізм забарвлення не виражений; є невеликі вікові зміни. Дзьоб різноманітний за формою та довжиною, з щілиноподібними ніздрями. Ноги середньої довжини або дуже довгі; особливо видовженими є цівка та гомілка. Перетинки з'єднують середній і зовнішній палець або всі 3 передніх пальці; задній палець або відсутній, або дуже вкорочений. Оперення густе, щільно прилягає, пух є і на птериліях, і на аптеріях.

## Поширення та місця існування
Одні види поширені практично на всіх материках (крім Антарктиди), інші мають відносно невеликий ареал. В Україні зустрічаються тільки у південних районах.
Населяють узбережжя морів, внутрішніх водойм, прісних і солоних, галечникові береги та обмілини річок у субальпійській та альпійській зонах.

## Особливості екології
Моногамні птахи, оселяються окремими парами або розрідженими колоніями. Гніздо у вигляді ямки у субстраті, вистелене рослинним матеріалом або камінцями. У кладці 3—4 яйця, які насиджують обидва члени пари 3—4 тижні. Захищаючи кладку або пташенят батьки здатні відволікати ворога, демонструючи поведінку пораненого або хворого птаха.
Активність денна. Живляться та вигодовують пташенят майже виключно тваринною їжею (різноманітними водними комахами та їхніми личинками, дрібними ракоподібними, молюсками, червами тощо), зрідка вживають (чоботар) насіння рослин. Способи добування їжі різноманітні: полюють у зоні прибою, на мілководдях; плаваючи по неглибокій воді; пересуваючись по суходолу, перевертають каміння.

## Походження та систематика
Родина нараховує 7-11 видів, з яких 1 знайдений у викопному стані у відкладах еоцену в США, а залишки 2 видів (нині існуючих) — в пізніших відкладах.
Родина включає 3 роди:
- Чоботар (Recurvirostra)
- Кулик-довгоніг (Himantopus)
- Австралійський кулик-довгоніг (Cladorhynchus)

### Види
| Види чоботарових                                          | Види чоботарових | Види чоботарових              | Види чоботарових |
| Назва                                                     | Зображення       | Поширення                     | Примітки         |
| --------------------------------------------------------- | ---------------- | ----------------------------- | ---------------- |
| Кулик-довгоніг австралійський Cladorhynchus leucocephalus |                  | Endemic to southern Australia |                  |
| Кулик-довгоніг чорнокрилий Himantopus himantopus          |                  |                               |                  |
| Himantopus knudseni                                       |                  |                               |                  |
| Himantopus leucocephalus                                  |                  |                               |                  |
| Himantopus melanurus                                      |                  |                               |                  |
| Himantopus mexicanus                                      |                  |                               |                  |
| Кулик-довгоніг чорний Himantopus novaezelandiae           |                  |                               |                  |
| Чоботар американський Recurvirostra americana             |                  |                               |                  |
| Чоботар гірський Recurvirostra andina                     |                  |                               |                  |
| Чоботар синьоногий Recurvirostra avosetta                 |                  |                               |                  |
| Чоботар австралійський Recurvirostra novaehollandiae      |                  |                               |                  |